# Cantone di Fiumorbo-Castello
Il Cantone di Fiumorbo-Castello è una divisione amministrativa dell'Arrondissement di Corte.
È stato creato a seguito della riforma approvata con decreto del 26 febbraio 2014, che ha avuto attuazione dopo le elezioni dipartimentali del 2015, e comprende 14 comuni:
- Chisa
- Ghisoni
- Isolaccio di Fiumorbo
- Lugo di Nazza
- Noceta
- Pietroso
- Poggio di Nazza
- Prunelli di Fiumorbo
- Rospigliani
- San Gavino di Fiumorbo
- Serra di Fiumorbo
- Solaro
- Ventiseri
- Vezzani